# Schloss Wirtgen
Das „Schloss“ Wirtgen (französisch château de Wirtgen) ist in neugotisches Bauwerk in Diekirch (Luxemburg), das 1825 erbaut wurde.
Das Bauwerk gehörte anfangs dem Kutschunternehmer Auguste Wirtgen. Nach dessen Tod ging das Gebäude 1889 in den Besitz der Gemeinde über, der es bis 1959 als Rathaus diente. Neben der Verwaltung und der Städtischen Kunstgalerie von Diekirch (französisch Galerie d´Art Municipale) beherbergt es heute unter anderem Klassen des Diekircher Zweigs der Musikschule Conservatoire de Musique du Nord.